# Aljaksandr Sannikou
Aljaksandr Jurjewitsch Sannikou (belarussisch Аляксандр Юр’евіч Саннікоў, * 12. Juli 1971 in Perm) ist ein ehemaliger belarussischer Skilangläufer.

## Werdegang
Sannikou, der für den Dynamo Minsk startete, trat international erstmals bei den nordischen Skiweltmeisterschaften 1993 in Falun in Erscheinung. Dort belegte er den 38. Platz über 50 km Freistil. Bei den nordischen Skiweltmeisterschaften 1995 in Thunder Bay lief er den 66. Platz über 10 km klassisch, auf den 54. Rang in der Verfolgung und auf den 44. Platz über 50 km Freistil. In der Saison 1996/97 errang er bei den nordischen Skiweltmeisterschaften 1997 in Trondheim den 41. Platz über 30 km Freistil und den siebten Platz mit der Staffel und holte mit dem 27. Platz über 50 km klassisch seine ersten Weltcuppunkte. Seine besten Platzierungen bei den Olympischen Winterspielen im folgenden Jahr in Nagano waren der 26. Platz in der Verfolgung und der 14. Rang zusammen mit Sjarhej Dalidowitsch, Aljaksej Trehubou und Wjatscheslaw Plaksunow in der Staffel. In der Saison 1998/99 kam er fünfmal in die Punkteränge und errang mit dem 59. Platz im Gesamtweltcup seine beste Gesamtplatzierung. Seine besten Ergebnisse bei den nordischen Skiweltmeisterschaften 1999 in Ramsau am Dachstein waren der 19. Platz über 50 km klassisch und der 13. Rang mit der Staffel und bei den nordischen Skiweltmeisterschaften 2001 in Lahti der 11. Platz über 50 kmm Freistil und der neunte Rang mit der Staffel. Im März 2001 erreichte er in Kuopio mit dem neunten Platz im 60-km-Massenstartrennen seine beste Einzelplatzierung im Weltcup. Seine letzten internationalen Rennen absolvierte er bei den Olympischen Winterspielen 2002 in Salt Lake City. Dort lief er auf den 61. Platz in der Doppelverfolgung, auf den 53. Rang im 30-km-Massenstartrennen und auf den 44. Platz über 50 km klassisch. Zudem errang er dort zusammen mit Raman Wiralajnen, Mikalaj Semenjako und Sjarhej Dalidowitsch den 15. Platz in der Staffel.

## Erfolge

### Teilnahmen an Weltmeisterschaften und Olympischen Winterspielen

#### Olympische Winterspiele
- 1998 Nagano: 14. Platz Staffel, 26. Platz 15 km Verfolgung, 27. Platz 50 km Freistil, 39. Platz 10 km klassisch, 40. Platz 30 km klassisch
- 2002 Salt Lake City: 15. Platz Staffel, 44. Platz 50 km klassisch, 53. Platz 30 km Freistil Massenstart, 61. Platz 20 km Doppelverfolgung

#### Nordische Skiweltmeisterschaften
- 1993 Falun: 38. Platz 50 km Freistil
- 1995 Thunder Bay: 44. Platz 50 km Freistil, 54. Platz 15 km Verfolgung, 66. Platz 10 km klassisch
- 1997 Trondheim: 7. Platz Staffel, 27. Platz 50 km klassisch, 41. Platz 30 km Freistil
- 1999 Ramsau am Dachstein: 13. Platz Staffel, 19. Platz 50 km klassisch, 24. Platz 15 km Verfolgung, 29. Platz 10 km klassisch, 30. Platz 30 km Freistil
- 2001 Lahti: 9. Platz Staffel, 11. Platz 50 km Freistil, 43. Platz 15 km klassisch, 52. Platz 30 km klassisch

### Weltcup-Gesamtplatzierungen
| Saison  | Gesamt | Gesamt | Langdistanz | Langdistanz |
| Saison  | Punkte | Platz  | Punkte      | Platz       |
| ------- | ------ | ------ | ----------- | ----------- |
| 1996/97 | 4      | 94.    | -           | -           |
| 1998/99 | 22     | 59.    | 13          | 48.         |
| 2000/01 | 29     | 79.    | -           | -           |